# Achelia japonica
Achelia japonica is een zeespin uit de familie Ammotheidae. De soort behoort tot het geslacht Achelia. Achelia japonica werd in 1890 voor het eerst wetenschappelijk beschreven door Ortmann. 